# Cat's in the Cradle
Cat's in the Cradle is een nummer van de Amerikaanse singer-songwriter Harry Chapin uit 1974 van het album Verities & Balderdash. Zijn opname is geplaatst in de Grammy Hall of Fame in 2011. Deze behaalde geen positie in een van de Nederlandse en Vlaamse hitlijsten.
In 1992 kwam de Amerikaanse rockband Ugly Kid Joe met een cover van dit nummer die als single werd uitgebracht.

## Achtergrond
De tekst van het nummer begon als een gedicht geschreven door Chapins vrouw, Sandra Chapin. Het gaat over de relatie tussen haar eerste man, James Cashmore, en diens vader John. John Cashmore was een politicus die borough president van Brooklyn was. Chapin was ook geïnspireerd door een nummer dat ze hoorde op de radio. Harry Chapin zei dat het nummer bovendien gaat over zijn verhouding met zijn zoon Josh.

## Versie van Ugly Kid Joe
In 1992 bracht de Amerikaanse rockband Ugly Kid Joe een cover uit van dit nummer genaamd Cats in the Cradle (zonder apostrof) op hun debuutalbum America's Least Wanted. In 1993 verscheen deze cover als single. Deze behaalde de zesde positie in de US Billboard Hot 100, de hoogste positie van de band in deze lijst. Deze versie verscheen, in tegenstelling tot Chapins versie, wel in de Nederlandse en Vlaamse hitlijsten.

## Hitnoteringen (versie Ugly Kid Joe)

### Nederlandse Top 40
| Hitnotering: 24-04-1993 t/m 10-07-1993 | Hitnotering: 24-04-1993 t/m 10-07-1993 | Hitnotering: 24-04-1993 t/m 10-07-1993 | Hitnotering: 24-04-1993 t/m 10-07-1993 | Hitnotering: 24-04-1993 t/m 10-07-1993 | Hitnotering: 24-04-1993 t/m 10-07-1993 | Hitnotering: 24-04-1993 t/m 10-07-1993 | Hitnotering: 24-04-1993 t/m 10-07-1993 | Hitnotering: 24-04-1993 t/m 10-07-1993 | Hitnotering: 24-04-1993 t/m 10-07-1993 | Hitnotering: 24-04-1993 t/m 10-07-1993 | Hitnotering: 24-04-1993 t/m 10-07-1993 | Hitnotering: 24-04-1993 t/m 10-07-1993 | Hitnotering: 24-04-1993 t/m 10-07-1993 |
| Week:                                  | 1                                      | 2                                      | 3                                      | 4                                      | 5                                      | 6                                      | 7                                      | 8                                      | 9                                      | 10                                     | 11                                     | 12                                     |                                        |
| -------------------------------------- | -------------------------------------- | -------------------------------------- | -------------------------------------- | -------------------------------------- | -------------------------------------- | -------------------------------------- | -------------------------------------- | -------------------------------------- | -------------------------------------- | -------------------------------------- | -------------------------------------- | -------------------------------------- | -------------------------------------- |
| Positie:                               | 34                                     | 25                                     | 22                                     | 19                                     | 15                                     | 14                                     | 14                                     | 14                                     | 22                                     | 23                                     | 27                                     | 33                                     | uit                                    |

### NederlandseSingle Top 100
| Hitnotering: 24-04-1993 t/m 17-07-1993 | Hitnotering: 24-04-1993 t/m 17-07-1993 | Hitnotering: 24-04-1993 t/m 17-07-1993 | Hitnotering: 24-04-1993 t/m 17-07-1993 | Hitnotering: 24-04-1993 t/m 17-07-1993 | Hitnotering: 24-04-1993 t/m 17-07-1993 | Hitnotering: 24-04-1993 t/m 17-07-1993 | Hitnotering: 24-04-1993 t/m 17-07-1993 | Hitnotering: 24-04-1993 t/m 17-07-1993 | Hitnotering: 24-04-1993 t/m 17-07-1993 | Hitnotering: 24-04-1993 t/m 17-07-1993 | Hitnotering: 24-04-1993 t/m 17-07-1993 | Hitnotering: 24-04-1993 t/m 17-07-1993 | Hitnotering: 24-04-1993 t/m 17-07-1993 | Hitnotering: 24-04-1993 t/m 17-07-1993 |
| Week:                                  | 1                                      | 2                                      | 3                                      | 4                                      | 5                                      | 6                                      | 7                                      | 8                                      | 9                                      | 10                                     | 11                                     | 12                                     | 13                                     |                                        |
| -------------------------------------- | -------------------------------------- | -------------------------------------- | -------------------------------------- | -------------------------------------- | -------------------------------------- | -------------------------------------- | -------------------------------------- | -------------------------------------- | -------------------------------------- | -------------------------------------- | -------------------------------------- | -------------------------------------- | -------------------------------------- | -------------------------------------- |
| Positie:                               | 41                                     | 32                                     | 30                                     | 23                                     | 19                                     | 14                                     | 12                                     | 19                                     | 17                                     | 22                                     | 24                                     | 26                                     | 43                                     | uit                                    |

### VlaamseUltratop 50
| Hitnotering: 15-05-1993 t/m 21-08-1993 | Hitnotering: 15-05-1993 t/m 21-08-1993 | Hitnotering: 15-05-1993 t/m 21-08-1993 | Hitnotering: 15-05-1993 t/m 21-08-1993 | Hitnotering: 15-05-1993 t/m 21-08-1993 | Hitnotering: 15-05-1993 t/m 21-08-1993 | Hitnotering: 15-05-1993 t/m 21-08-1993 | Hitnotering: 15-05-1993 t/m 21-08-1993 | Hitnotering: 15-05-1993 t/m 21-08-1993 | Hitnotering: 15-05-1993 t/m 21-08-1993 | Hitnotering: 15-05-1993 t/m 21-08-1993 | Hitnotering: 15-05-1993 t/m 21-08-1993 | Hitnotering: 15-05-1993 t/m 21-08-1993 | Hitnotering: 15-05-1993 t/m 21-08-1993 | Hitnotering: 15-05-1993 t/m 21-08-1993 | Hitnotering: 15-05-1993 t/m 21-08-1993 | Hitnotering: 15-05-1993 t/m 21-08-1993 |
| Week:                                  | 1                                      | 2                                      | 3                                      | 4                                      | 5                                      | 6                                      | 7                                      | 8                                      | 9                                      | 10                                     | 11                                     | 12                                     | 13                                     | 14                                     | 15                                     |                                        |
| -------------------------------------- | -------------------------------------- | -------------------------------------- | -------------------------------------- | -------------------------------------- | -------------------------------------- | -------------------------------------- | -------------------------------------- | -------------------------------------- | -------------------------------------- | -------------------------------------- | -------------------------------------- | -------------------------------------- | -------------------------------------- | -------------------------------------- | -------------------------------------- | -------------------------------------- |
| Positie:                               | 50                                     | 37                                     | 35                                     | 50                                     | 49                                     | 49                                     | 34                                     | 26                                     | 20                                     | 20                                     | 22                                     | 25                                     | 29                                     | 37                                     | 38                                     | uit                                    |

### NPO Radio 2 Top 2000
| Nummer met noteringen in de NPO Radio 2 Top 2000 | '20  | '21  |
| ------------------------------------------------ | ---- | ---- |
| Cat's in the Cradle                              | 1861 | 1794 |

1. ↑  Een vetgedrukt getal geeft de hoogste notering aan.
2. ↑  2020 was het eerste jaar met een notering voor dit nummer.
3. ↑  Deze tabel is bijgewerkt tot en met de laatste editie (2024).